# Ojie Edoburun
Ojie Edoburun (ur. 2 czerwca 1996) – brytyjski lekkoatleta, specjalista od biegów sprinterskich.
W 2013 został wicemistrzem świata juniorów młodszych na dystansie 100 metrów. W 2015 stanął na najwyższym stopniu podium juniorskich mistrzostw Europy. Podczas młodzieżowych mistrzostw Europy w 2017 roku zdobył złoto i srebro. Medalista juniorskich mistrzostw Wielkiej Brytanii.

## Osiągnięcia
| Rok  | Impreza                               | Miejsce    | Konkurencja        | Lokata     | Wynik | Reprezentacja |
| ---- | ------------------------------------- | ---------- | ------------------ | ---------- | ----- | ------------- |
| 2013 | Mistrzostwa świata juniorów młodszych | Donieck    | bieg na 100 m      | 2. miejsce | 10,35 | GBR           |
| 2014 | Mistrzostwa świata juniorów           | Eugene     | bieg na 100 m      | 6. miejsce | 10,45 | GBR           |
| 2015 | Mistrzostwa Europy juniorów           | Eskilstuna | bieg na 100 m      | 1. miejsce | 10,36 | GBR           |
| 2016 | Mistrzostwa Europy                    | Amsterdam  | bieg na 100 m      | półfinał   | 10,20 | GBR           |
| 2017 | IAAF World Relays                     | Nassau     | sztafeta 4 × 100 m | –          | DNF   | GBR           |
| 2017 | Młodzieżowe mistrzostwa Europy        | Bydgoszcz  | bieg na 100 m      | 1. miejsce | 10,14 | GBR           |
| 2017 | Młodzieżowe mistrzostwa Europy        | Bydgoszcz  | sztafeta 4 × 100 m | 2. miejsce | 39,11 | GBR           |
| 2019 | Halowe mistrzostwa Europy             | Glasgow    | bieg na 60 m       | 7. miejsce | 6,67  | GBR           |
| 2019 | Mistrzostwa świata                    | Doha       | bieg na 100 m      | półfinał   | 10,22 | GBR           |
| 2022 | Igrzyska Wspólnoty Narodów            | Birmingham | bieg na 100 m      | półfinał   | 10,30 | ENG           |
| 2022 | Igrzyska Wspólnoty Narodów            | Birmingham | sztafeta 4 × 100 m | 1. miejsce | 38,35 | ENG           |
| 2022 | Mistrzostwa Europy                    | Monachium  | bieg na 100 m      | półfinał   | 10,25 | GBR           |

## Rekordy życiowe
- Bieg na 60 metrów (hala) – 6,56 (25 lutego 2018, Glasgow)
- Bieg na 100 metrów – 10,04 (4 czerwca 2018, Praga) / 9,93w (15 kwietnia 2017, Clermont)
- Bieg na 200 metrów – 20,87 (11 czerwca 2016, Genewa) / 20,40w (28 kwietnia 2017, Gainesville)